# Когалимське нафтове родовище
Когалимське — нафтове родовище в Росії. 

## Опис
Розташоване в Ханти-Мансійському автономному окрузі, за 120 км на північний схід від м. Сургут. Відкрито в 1972 році. Освоєння почалося в 1985 році.
Запаси нафти складають 0,5 млрд тон. Щільність нафти становить 0,846 г/см³ або 37,5° API. Вміст сірки становить 0,64 %.
Родовище належить до Західно-Сибірської провінції.
Оператором родовища є російська нафтова компанія Лукойл. Видобуток нафти на родовищі в 2007 р. — становив 2,793 млн тон.